# Systole foeniculi
Systole foeniculi är en stekelart som beskrevs av Otten 1941. Systole foeniculi ingår i släktet Systole och familjen kragglanssteklar. Inga underarter finns listade i Catalogue of Life.